# European Deterrence Initiative
Die European Deterrence Initiative (bis 2017 European Reassurance Initiative) (ERI) ist ein US-amerikanisches Militärprogramm, das unter US-Präsident Barack Obama am 3. Juni 2014 in Warschau nach der Annexion der Krim angestoßen wurde.

## Geschichte
Der US-Kongress bewilligte 2014 für das Haushaltsjahr 2015 mit rund 800 Millionen US-Dollar das Programm für die „dringende Reaktion auf die russische Aggression“ auf der Krim, um die „Bereitschaft der USA [zu] unterstreichen, für die Sicherheit und territoriale Integrität ihrer Verbündeten als Mitglieder der NATO-Allianz einzustehen“, welches allerdings ein USA-Programm und kein offizielles NATO-Programm darstellt und auf bilateraler Ebene stattfindet.
Die Rechtsgrundlagen sind:
- 2015 National Defense Authorization Act (NDAA)
- 2015 Defense Appropriations Act[3]

Das Budget von 789 Millionen USD 2016 stieg auf 3,4 Milliarden USD im Jahr 2017. Die Operation Atlantic Resolve findet im Rahmen dieses Programmes statt.
In einem neunmonatigen Rotationsprinzip erfolgt im Rahmen des Programms die Verlegung von Kampfverbänden in Brigade-Stärke mit Kampfpanzern, Schützenpanzern, schwerer Artillerie, Waffen, Munition und anderer Ausrüstung an die NATO-Ostflanke, um mit den nationalen Streitkräften im Mitgliedsland, insbesondere in Bulgarien, Estland, Lettland, Litauen, Polen und Rumänien, Militärmanöver und Übungen im Rahmen der Operation Atlantic Resolve durchzuführen.
Mit einer offiziellen Willkommenszeremonie feierte Polen, vertreten von Ministerpräsidentin Beata Szydło und Verteidigungsminister Antoni Macierewicz, in Żagań im Januar 2017 die Ankunft zahlreicher US-Soldaten im Land. Die Vereinigten Staaten verlegten im Rahmen der Operation Atlantic Resolve rund 3.500 Soldaten, 86 Kampfpanzer und 144 Schützenpanzer der 3. US-Panzerbrigade (3rd ABCT) der 4. US-Infanteriedivision an die NATO-Ostflanke. Diese sollen in den östlichen NATO-Staaten Polen, Estland, Lettland, Litauen, Ungarn, Rumänien und Bulgarien rotieren.
US-Präsident Donald Trump hat die Mittel für die ERI für das Haushaltsjahr 2018 auf 4,7 Milliarden US-Dollar erhöht, darunter 1,7 Milliarden US-Dollar für die erhöhte Truppenpräsenz.